# 中华人民共和国农业部
中华人民共和国农业部，是已经撤销的中华人民共和国国务院组成部门，主管农业与农村的经济发展工作。

## 历史沿革
1949年10月，成立中央人民政府农业部。1954年改为中华人民共和国农业部。
1970年6月22日，中共中央决定，撤销农业部、林业部和水产部，设农林部。
1979年2月23日，第五届全国人大常委会第六次会议决定，撤销农林部，分设农业部和林业部。
1982年5月4日，国务院机构改革，将农业部、农垦部、国家水产总局合并设立农牧渔业部。
1988年4月，根据国务院机构改革方案，撤销农牧渔业部，设立农业部。
2018年3月17日第十三届全国人民代表大会第一次会议通过《第十三届全国人民代表大会第一次会议
关于国务院机构改革方案的决定》，批准《国务院机构改革方案》。方案规定：“组建农业农村部。将农业部的职责，以及国家发展和改革委员会的农业投资项目、财政部的农业综合开发项目、国土资源部的农田整治项目、水利部的农田水利建设项目等管理职责整合，组建农业农村部，作为国务院组成部门。将农业部的渔船检验和监督管理职责划入交通运输部。不再保留农业部。”

## 部门职能
拟定种植业、畜牧业、渔业、农业机械化、乡镇企业、农垦等农业各产业（以下简称农业）和农村经济发展政策、发展战略、中长期发展规划并指导实施，参与涉农的财税、价格、金融保险、进出口等政策制定，组织起草农业和农村经济的法律法规草案，推进农业依法行政。负责农村改革试验区相关工作。
承担完善农村经营管理体制的责任。提出深化农村经济体制改革和稳定完善农村和基本经营制度的政策建议，指导农村土地承包、耕地使用权流转和承包纠纷仲裁管理。指导、监督减轻农民负担和农民筹资筹劳管理工作，指导农村集体资产和财务管理。拟订农村产业化经营的发展规划与政策并组织实施，指导、扶持农业社会化服务体系、农村合作经济组织、农民合作社和农产品行业协会的建设与发展。
指导粮食等主要农产品生产，组织落实促进粮食等主要农产品生产发展的相关政策措施，引导农业产业结构调整和产品品质的改善。会同有关部门指导农业标准化、规模化生产。负责提出农业固定资产投资规模和方向、国家财政性资金安排的意见，按国务院规定权限审批、核准国家规划内和年度计划规模内固定资产项目。编报部门预算并组织执行。提出扶持农业农村发展的财政政策和项目建议，经批准后与财政部共同制定实施方案并指导实施。拟订农业开发规划并监督实施。配合财政部组织实施农业综合开发项目。
促进农业产前、产中、产后一体化发展，组织拟订促进农产品加工业发展政策、规划并组织实施。提出农业产业保护政策建议。指导农产品加工业结构调整、技术创新和服务体系建设。提出促进大宗农产品流通的政策建议，研究提出主要农产品的进出口建议。研究制定大宗农产品市场体系建设与发展规划。培养、保护和发展农产品品牌。

## 机构设置

### 内设机构
- 办公厅（对台湾农业事务办公室）：综合处、部长办公室、调研信息处、农业部值班室（农业部应急管理办公室）、文电处、信访处、安全保卫处、新闻宣传处、台湾事务工作处、行政审批办公室、督查与绩效管理处、保密与电子政务处[5]
- 人事劳动司：综合处、机构编制处、干部处、干部监督处、人才工作处、教育培训处、劳动工资处[6]
- 产业政策与法规司（农村改革试验区办公室）：综合处、产业政策处、体制改革处、调研管理处、立法协调处、执法监督处、试验区管理处[7]
- 农村经济体制与经营管理司：综合处、经营体制处、集体资产管理处、农村负担管理处、承包合同管理处[8]
- 市场与经济信息司：综合处、流通促进处、监测统计处、运行调控处、信息化推进处[9]
- 发展计划司（全国农业资源区划办公室）：综合处、发展规划处、投资计划处、行业规划处、直属单位建设处、可持续发展推进处、区域开发处、现代农业示范区指导处[10]
- 财务司：综合处、预算处、部门项目处、农业补贴与金融处、财务会计处、资产管理处、审计处[11]
- 国际合作司：综合处、条法处、国际处、贸易处、亚非处、欧洲处、美大处[12]
- 科技教育司（外来物种管理办公室）：综合处、政策体系处、技术引进与条件建设处、高新技术处、产业技术处、技术推广处、转基因生物安全与知识产权处、教育处、资源环境处、能源生态处[13]
- 种植业管理司（农药管理局、植物保护办公室）：综合处、农情处、行业发展处、粮油处、经作处、植保植检处（国际植物保护公约履约办公室）、农药管理处、耕地与肥料管理处[14]
- 种子管理局：综合处、种业发展处、品种管理处、市场监管处[15]
- 农业机械化管理司：综合处、产业发展处、生产管理处、科技教育处、安全监理处[16]
- 畜牧业司（全国饲料工作办公室）：综合处、行业发展与科技处、监测分析处、畜牧处、饲料处、草原处、奶业处（农业部奶业管理办公室）、农业部畜禽粪污资源化利用办公室[17]
- 兽医局：综合处、医政处（农业部执业兽医管理办公室）、科技与国际合作处、防疫处、执法监督处、药政药械处、屠宰行业管理处[18]
- 农垦局：综合处、政策体改处、发展计划处、财务处、科技经贸处、农业处、热带作物处[19]
- 农产品加工局（乡镇企业局）：综合处、产业发展处、规划统计处、科技处、休闲农业处[20]
- 渔业渔政管理局（中华人民共和国渔政局）：综合处、政策法规处、计划财务处、渔情监测与市场加工处、科技与质量监管处、养殖处、渔船渔具管理处、远洋渔业处、资源环保处（水生野生动植物保护处）、国际合作与周边处、渔政处、安全监管与应急处（渔港监督处）[21]
- 农产品质量安全监管局：综合处、标准处、监测处、监管处、应急处[22]
- 机关党委：办公室、组织处、宣传处、纪委办公室、“两学一做”办公室[23]
- 离退休干部局：综合处、政策指导处、组织宣传处、财务处、生活保健处、老部长秘书处、教育文体处、东大桥工作处、团结湖工作处、万寿路工作处、西单工作处、西四工作处、和平里工作处、北京站工作处、中关村工作处[24]

### 派出机构
- 农业部长江流域渔政监督管理办公室：综合处、计划财务处、渔政渔港监督处、资源环境保护处[25]

驻外机构
- 中华人民共和国常驻联合国粮农机构代表处

### 直属单位
- 农业部机关服务中心（农业部机关服务局）
- 中国农业科学院
- 中国水产科学研究院
- 中国热带农业科学院
- 全国农业展览馆（中国农业博物馆）
- 中国农业电影电视中心
- 农民日报社
- 中国农村杂志社
- 中央农业干部教育培训中心（农业部管理干部学院、中国共产党农业部党校）
- 农业部人力资源开发中心、中国农学会
- 农业部农村经济研究中心
- 农业部农村合作经济经营管理总站
- 农业部信息中心
- 农业部农产品质量安全中心（农业部优质农产品开发服务中心）
- 中国绿色食品发展中心
- 农业部规划设计研究院
- 农业部工程建设服务中心
- 农业部财会服务中心、中华农业科教基金会
- 农业部对外经济合作中心（中国－欧洲联盟农业技术中心）
- 农业部农业贸易促进中心（中国国际贸易促进委员会农业行业分会、中国国际商会农业行业商会）
- 农业部国际交流服务中心
- 中央农业广播电视学校（农业部农民科技教育培训中心）、中国农民体育协会
- 农业部科技发展中心
- 农业部农业生态与资源保护总站
- 全国农业技术推广服务中心
- 农业部农药检定所（国际食品法典农药残留委员会秘书处）
- 农业部耕地质量监测保护中心
- 农业部农业机械试验鉴定总站
- 农业部农业机械化技术开发推广总站
- 农业部草原监理中心
- 全国畜牧总站（中国饲料工业协会）
- 中国动物疫病预防控制中心（农业部屠宰技术中心）
- 中国兽医药品监察所（农业部兽药评审中心）
- 中国动物卫生与流行病学中心
- 中国农垦经济发展中心（农业部南亚热带作物中心）
- 农业部农村社会事业发展中心（农业部乡镇企业发展中心）
- 农业部渔业船舶检验局（中华人民共和国渔业船舶检验局）
- 全国水产技术推广总站、中国水产学会
- 农业出版社[26]

## 历任领导
1954年至1970年
| 部长 - 廖鲁言（1954年9月29日－1970年6月22日） 党组书记，副部长，代理部长 - 江一真（1964年9月－1966年5月 ） 副部长 | 党组书记 党组副书记 党组成员 |

1979年至1982年
| 部长 - 霍士廉（1979年2月23日－1981年3月6日） - 林乎加（1981年3月6日－1982年） 副部长 | 党组书记 党组副书记 党组成员 |

1988年至2018年
| 部长 - 何康（1988年－1990年6月28日） - 刘中一（1990年6月28日－1993年3月29日） - 刘江（1993年3月29日－1998年3月18日） - 陈耀邦（1998年3月18日－2001年8月31日） - 杜青林（2001年8月31日－2006年12月29日） - 孙政才（2006年12月29日－2009年12月26日） - 韩长赋（2009年12月26日－2018年3月） 副部长 …… - 李家洋（2011年－2016年12月，兼中国农业科学院院长） - 叶贞琴（2017年－2018年1月） - 张桃林（2008年8月－2018年3月） - 余欣荣（2012年3月－2018年3月） - 于康震（2013年6月－2018年3月） - 屈冬玉（2015年6月－2018年3月） 国家首席兽医师（官） - 于康震（2008年9月－2015年2月，2013年6月起为副部长兼） - 张仲秋（2015年2月－2018年3月） 农业部总农艺师 - 孙中华（2013年12月－2017年11月） - 马爱国（2018年2月－2018年3月） 农业部总畜牧师 - 王智才（2015年6月－2016年12月） - 马爱国（2016年12月－2018年2月） 农业部总经济师 - 杨绍品（2009年4月－？） - 毕美家（2012年8月－2015年12月，2012年9月起兼办公厅主任） - 张合成（2017年9月－2018年3月） | 党组书记 - 刘中一（1990年6月－1993年3月） - 刘江（1993年3月－1998年3月） - 陈耀邦（1998年3月－2001年8月） - 杜青林（2001年8月－2006年11月） - 孙政才（2006年11月－2009年11月） - 韩长赋（2009年11月－2018年3月） 党组副书记 - 余欣荣（2012年3月－2018年3月） 党组成员 …… - 李家洋（2011年－2016年12月） - 于康震（2013年6月－2018年3月） - 杨绍品（2013年7月－？） - 屈冬玉（2015年6月－2018年3月） - 毕美家（2015年12月－？，兼人事劳动司司长） - 唐华俊（2016年12月－2018年3月，中国农业科学院院长） - 宋建朝（？－2017年9月，驻部纪检组组长；2017年10月－2018年3月） - 吴清海（2017年9月－2018年3月，驻部纪检组组长） - 叶贞琴（2017年－2017年，兼办公厅主任；2017年－2018年1月） |

## 纪检监察
中央纪委驻农业部纪检组（监察部驻农业部监察局）是中央纪委监察部派驻机构。2014年12月，中共中央制定出台《关于加强中央纪委派驻机构建设的意见》，为派驻全覆盖确定了时间表和路线图。2015年中共中央《关于全面落实中央纪委向中央一级党和国家机关派驻纪检机构的方案》（中办发〔2015〕55号）撤销监察部驻各单位监察局，中央纪委驻各单位纪检组为对外工作联络的唯一名称，中共中央批准中央纪委对139家中央一级党和国家机关派驻纪检机构全覆盖，共设置47家派驻机构，其中20家为单独派驻机构，27家综合派驻机构负责监督119家单位。中央纪委驻农业部纪检组负责综合监督农业部、国家林业局、中国气象局、国务院扶贫办4家单位。主要职责是：
1. 督促各综合监督单位领导班子落实党风廉政建设主体责任，履行对各综合监督单位党风廉政建设的监督责任。
2. 检查各综合监督单位领导班子及其成员遵守党章和其他党内法规，贯彻执行党的路线方针政策和决议，遵守政治纪律和政治规矩，以及贯彻执行民主集中制、选拔任用干部、加强作风建设、依法行使职权和廉洁从政等情况。
3. 初步核实反映各综合监督单位领导干部的问题线索；调查各综合监督单位领导干部违犯党纪的案件。
4. 受理对各综合监督单位党组织和党员的检举、控告，受理各综合监督单位党组织和党员不服处分的申诉。
5. 对各综合监督单位各级领导班子履行党风廉政建设主体责任不力、造成严重后果的，提出问责建议。
6. 协助各综合监督单位做好巡视工作[30]。

中央纪委驻农业部纪检组设6个室：
- 办公室：负责综合事务运转和干部人事等工作。
- 第一纪检室：负责信访举报、案件审理和案件管理等工作。
- 第二纪检室：负责联系农业部。
- 第三纪检室：负责联系国家林业局。
- 第四纪检室：负责联系中国气象局。
- 第五纪检室：负责联系国务院扶贫办；负责干部监督等工作[30]。

| 组长 - 宋树友（1994年1月－1998年4月） - 夏文义（1998年－2004年） - 朱保成（2004年12月－2014年6月） - 宋建朝（2014年6月－2017年9月） - 吴清海（2017年9月－2018年3月） 副组长 - 杨桂贞（？－？，副组长兼监察局局长） - 董涵英（？－2015年，副组长兼监察局局长） - 蔡晓（2015年－2016年，副组长兼监察局局长） - 刘柏林（？－2018年3月） - 王会杰（？－2018年3月） | 正局级纪律检查员 副局级纪律检查员 |

## 关联条目
- 中华人民共和国农业